# Hetty Green
Hetty Green (21 de novembre de 1834 - 3 de juliol de 1916) va ser una empresària i financera nord-americana coneguda com "la dona més rica d'Amèrica" durant l'⁣Edat Daurada. Els que la coneixien bé la van referir admirablement com la "Reina de Wall Street" a causa de la seva voluntat de prestar lliurement a tipus d'interès raonables als financers i als governs de la ciutat durant els pànics financers. La seva extraordinària disciplina durant aquests temps li va permetre acumular una fortuna com a financera en un moment en què gairebé tots els grans financers eren homes.
Com a inversora de gran èxit, amb una oficina a Wall Street, era inusual per ser una dona en un món d'homes. No volia participar en l'alta societat de la ciutat de Nova York, el consum notori o les associacions comercials, potser va ser excèntrica i brusca amb la premsa, però va ser una pionera de la inversió de valor. La seva voluntat de fer préstecs a baix tipus (amb les seves reserves de divises ben controlades) en lloc dels bancs fallits durant el pànic de 1907 va ajudar a rescatar Wall Street, la ciutat de Nova York i l'economia dels Estats Units. No obstant això, en la seva viduïtat se la va veure com una estranya avara tota de negre, de vegades anomenada sensacionalment com la "Bruixa de Wall Street", i més tard el Llibre Guinness dels Rècords la va nomenar la "més avara" durant un temps. Les històries que se citaven sovint inclouen la seva negativa a comprar roba cara o pagar l'aigua calenta, i el seu hàbit de portar un únic vestit que només el reemplaçava quan estava desgastat. Avaluacions posteriors l'han vist com pot ser una excèntrica, però majoritàriament fora de pas amb els excessos dels rics de l'Edat Daurada i les expectatives contemporànies de les dones, especialment de la seva classe.

## Naixement i primers anys

### Primera infància
Henrietta ("Hetty") Howland Robinson va néixer l'any 1834 a New Bedford, Massachusetts, filla d'Edward Mott Robinson i Abby Howland, la família balenera més rica de la ciutat. Els membres de la seva família eren quàquers que posseïen una gran flota balenera i també es beneficiaven del comerç de la Xina. Tenia un germà petit que va morir quan era petit.
Als dos anys, Green va ser enviada a viure amb el seu avi, Gideon Howland, i la seva tia Sylvia. Green llegiria les cotitzacions de les accions i els informes comercials del seu avi i va recollir alguns dels seus mètodes de negoci. Als 10 anys, va ingressar a l'internat d'Eliza Wing a Sandwich. El pare de Green es va convertir en el cap de l'empresa balenera Isaac Howland després de la mort de Gideon, i ella va començar a emular les pràctiques comercials del seu pare. A causa de la influència de Gideon i del seu pare, i possiblement perquè la seva mare estava constantment malalta, ella estava a prop del seu pare i li estava llegint diaris financers als sis anys. Green va aprendre a llegir llibres de llibres i comercialitzar mercaderies. Quan tenia 13 anys, Green es va convertir en la comptable de la família. Va acompanyar el seu pare als comptadors, magatzems, comerciants de mercaderies i corredors de borsa. Al vespre, li llegia les notícies. :45,53

### Primera edat adulta
Al final de la seva adolescència, Green va assistir a diversos internats i escoles, com la Friends Academy i l'escola d'Anna Cabot Lowell. Al mateix temps, ajudava el seu pare amb la gestió de l'empresa familiar. Durant aquest període, el seu rebuig ferm i sense disculpes a les normes socials establertes per a les dones de l'època, especialment per a les hereves riques, va ser un tema central a la seva vida. Green mostrava poc interès per la seva aparença personal, preferint vestir roba antiga i desatenent les rutines diàries que seguien les joves de la seva edat. Aquest comportament va frustrar la seva mare i la seva tia Sylvia, que temien quin futur esperava a una rica hereva que se sentia més còmoda als molls de New Bedford que socialitzant amb membres de la seva pròpia classe social.
Quan Green va fer 20 anys, la seva tia Sylvia la va pressionar perquè trobés un cònjuge. De mala gana, Green es va traslladar a Nova York per viure amb un cosí de la seva mare, Henry Grinnell. Durant el seu temps a Nova York, es va barrejar amb la classe superior de la Societat de Nova York i va assistir a molts balls luxosos. Però va expressar poc interès a trobar un marit. En canvi, va passar gran part del seu temps escoltant els homes mentre parlaven dels últims drames de Wall Street. Els seus familiars estaven exasperats quan va tornar uns mesos abans del previst a New Bedford sense perspectives de casament. El seu pare va ser l'única persona que no va poder contenir el seu plaer quan va saber que Green només havia gastat 200 dòlars del seu pressupost de 1.200 dòlars, invertint la resta en bons d'alta qualitat.

### Edat adulta i el matrimoni
Pocs anys després del seu retorn a New Bedford, el pare de Green va abandonar el negoci de la caça de balenes i es va traslladar a la ciutat de Nova York. La seva sortida d'aquella indústria va ser oportuna, ja que l'ús del petroli pràcticament va eliminar la demanda d'oli de balena en pocs anys. Green va passar els següents sis anys fent un viatge entre la ciutat de Nova York i New Bedford. La seva prioritat a Nova York era ajudar el seu pare amb nous negocis i activitats d'inversió, mentre que la seva prioritat a New Bedford era ocupar-se de la seva tia Sylvia per assegurar-se que continués sent ella l'única beneficiària del seu testament. Les constants baralles pel testament de la tia Sylvia van portar a una batalla judicial prolongada, que va perseguir a Green durant la resta de la seva vida. La mare de Green, Abby Robinson, va morir el 21 de febrer de 1860, però la seva propietat de 100.000 dòlars va ser al seu marit, excepte 8.000 dòlars (equivalent to $271,000 el 2023) de la casa per a Green.
Mentre residia a la ciutat de Nova York, Hetty va conèixer el seu futur marit, Edward Henry Green de Vermont. Als 44 anys, Edward era soci de Russell Sturgis & Company, i s'havia convertit en milionari per dret propi gràcies als seus esforços empresarials a l'Extrem Orient. El seu pare va animar el seu matrimoni, però amb la clara estipulació que Edward Green no heretaria els diners d'Hetty. Concretament, el testament deia que havia d'estar "lliure dels deutes, el control o la ingerència de qualsevol d'aquests marits". :77–80 Amb l'herència de Hetty segura, el seu pare va encoratjar el matrimoni, ja que estava preocupat per la seva salut en declivi i per la capacitat d'Hetty per gestionar el negoci familiar en la seva absència.
El maig de 1865, Hetty i Edward van anunciar el seu compromís, però poc després, el pare d'Hetty i la tia Silvia van morir. Tot i que Hetty era el principal beneficiari d'ambdues finques, la majoria dels actius es van dipositar en fideïcomís, donant dret a Hetty només als ingressos. La propietat de Robinson es va estimar en 6 milions de dòlars, però tots menys 1 milió de dòlars es van col·locar en un fideïcomís que donava dret a Hetty només als ingressos. Sylvia Howland havia donat la meitat dels seus 2 milions de dòlars a entitats benèfiques i entitats de la ciutat de New Bedford; la resta va ser col·locada en un fideïcomís per a Hetty, però una vegada més sense el seu control de la directora. Això va enfurismar Hetty perquè creia que podria invertir els actius de manera més eficaç i a un cost molt més baix, una afirmació que després va demostrar sense cap mena de dubte. :54,63–65,69,71–77
Green estava especialment enfadada per la voluntat de Sylvia, i va iniciar un llarg cas judicial disputant-ne la legitimitat. L'executor del testament de Howland, Thomas Mandell, va rebutjar l'afirmació de Hetty que una addenda al testament li atorgava gairebé tota la propietat. Mandell va afirmar que l'addenda era una falsificació i va ser impugnada als tribunals. El cas, Robinson v. Mandell, segueix sent notable com un primer exemple de l'ús forense de les matemàtiques. El cas es va decidir finalment contra Robinson després que el tribunal dictaminés que l'addenda i la signatura eren falsificacions. Hetty va resoldre el cas per un percentatge més petit de la propietat (aproximadament 600.000 dòlars), que es va posar en fideïcomís.
Esgotada de les demandes i preocupada per un esforç dels cosins d'Hetty que van intentar que l'acusessin de falsificació basant-se en la decisió Robinson contra Mandell, la parella es va traslladar a l'estranger a Londres, on vivien a l'⁣Hotel Langham. Els Green van marxar dels Estats Units cap a Londres poc després del seu casament l'11 de juliol de 1867. Els seus dos fills, Edward Howland Robinson Green (anomenat Ned) i Harriet Sylvia Ann Howland Green Wilks (anomenat Sylvia), van néixer a Londres: Ned el 23 d'agost de 1868 i Sylvia el 7 de gener de 1871. :80–81

## Carrera inversora
Green va seguir una estratègia d'inversió contrària, segons les seves paraules: "Compro quan les coses estan baixes i ningú les vol. Les guardo fins que pugen i la gent està boja per aconseguir-les. Aquest és, crec, el secret de tots els negocis d'èxit". Green va invertir els interessos del fons fiduciari del seu pare, tornant a invertir, com havia fet el seu pare, en bons de la Guerra Civil, que pagaven un alt rendiment en or, augmentat per les accions del ferrocarril. Els seus beneficis anuals durant el seu primer any a Londres van ascendir a 1,25 milions de dòlars, mentre que el màxim que va guanyar en un dia va ser de 200.000 dòlars. Green va continuar dient: "Crec en entrar a la part inferior i sortir a dalt. M'agrada comprar accions de ferrocarril o bons hipotecaris. Quan veig que una cosa bona es va abaratint perquè ningú la vol, en compro moltes i ho guardo". La seva estratègia d'inversió potser es podria descriure millor com una posició de "comprar baix, vendre alt⁣". Els bitllets verds amb descompte de Hetty, comprats durant la Guerra Civil, van augmentar de valor quan el Congrés va aprovar una legislació el 1875 que els sostenia amb or. Com va dir Hetty sobre la seva filosofia d'inversió, "abans de decidir una inversió, busco tota mena d'informació al respecte". :89,98–99,118,127,247
Quan la família Green va tornar als Estats Units l'octubre de 1873, després que Edward sofrís pèrdues a Wall Street, es van establir a la ciutat natal d'Edward de Bellors Falls, Vermont. Hetty es va barallar amb la mare d'Edward fins a la seva mort el 1875. Aquell mateix any, Hetty va cobrir les pèrdues d'Edward associades amb el London and San Francisco Bank, del qual era un dels directors. Hetty va rescatar Edward una vegada més el 1884. :116,122–129,148
Després de l'esfondrament de 1885 de la casa financera John J. Cisco & Son, de la qual Edward era soci, es va revelar que Edward tenia 700.000 dòlars en deute. Els 500.000 dòlars de Hetty Green representaven una quarta part dels actius del banc. El banc es va negar a permetre la transferència dels seus 26 dòlars milions en accions, bons, hipoteques i escriptures al Chemical National Bank, fins que es pagués el deute d'Edward. Al final, Hetty va fer la transferència i va pagar el deute del seu marit, però mai va perdonar a Edward. :148–151
Green va establir una oficina al Chemical Bank, però va continuar vivint en pensions, pisos o hotels. Aleshores era coneguda com la "Reina de Wall Street". :159–161,165,208 La seva filosofia d'inversió, segons les seves paraules, incloïa: "En els negocis en general, no tanquis una ganga fins que no t'hagis reflexionat durant la nit". També va pensar: "És el deure de cada dona, crec, aprendre a ocupar-se dels seus propis assumptes empresarials" i "Una noia hauria de ser educada per poder guanyar-se la vida..." o "Sigui ric o pobre, una dona jove hauria de saber com funciona un compte bancari, entendre la composició de les hipoteques i els bons, i conèixer el valor dels interessos i com s'acumulen". :178,232,238,251
El pànic de 1907 va oferir a Green l'oportunitat de mostrar moltes de les habilitats d'inversió que havia acumulat durant diverses dècades. A diferència de la majoria dels financers de Wall Street, Green va predir el pànic molt abans de la seva arribada. Va explicar la seva previsió, afirmant: "Vaig veure com aquesta situació es desenvolupava fa tres anys, i estic constància que la predic. Vaig dir que els rics s'acostaven a la vora i que un 'pànic' era inevitable". Durant diversos anys abans del pànic, Green va acumular una gran posició en efectiu. Quan el pànic va arribar l'octubre de 1907, Green va prestar liberalment als financers i a la ciutat de Nova York per fer-los passar la crisi. També va ser l'única dona convidada a la reunió crítica amb J. Pierpont Morgan i els principals directius de la banca en plena crisi.

### Estratègia d'inversió
Green feia gran part dels seus negocis a les oficines del Seaboard National Bank de Nova York, envoltada de baguls i maletes plenes dels seus papers; ella no volia pagar el lloguer de la seva pròpia oficina. Possiblement pel seu vestit habitualment sever (principalment a causa de la frugalitat, però potser en part relacionada amb la seva educació quàquera), se li va donar el sobrenom de la "Bruixa de Wall Street".
Green va ser una empresària d'èxit que es dedicava principalment a béns arrels, invertia en ferrocarrils i mines i prestava diners mentre adquiria nombroses hipoteques. La ciutat de Nova York va venir a Green per demanar préstecs per mantenir la ciutat en diverses ocasions, sobretot durant el Pànic de 1907; va escriure un xec per 1,1 milions de dòlars i va rebre el seu pagament en bons d'ingressos a curt termini. Molt orientada als detalls, recorreria milers de quilòmetres sola —en una època en què poques dones s'atrevirien a viatjar sense acompanyament— per cobrar un deute d'uns quants centenars de dòlars.
Ken Fisher parla de Green al seu llibre de 2007 100 Minds That Made the Market. Fisher argumenta que, malgrat les seves excentricitats, Green va ser en molts aspectes un millor inversor que la majoria dels seus primers contemporanis de Wall Street. Green va entendre clarament el poder de l'interès compost, i el seu enfocament en guanys regulars modestos del 6% a l'any i la vida frugal van fer que la seva fortuna fos més duradora que la de Jesse Livermore, que repetidament va guanyar sumes més grans en ofertes més extravagants, però també va fer fallida per excessos de despesa i inversions d'alt risc.

## Reputació

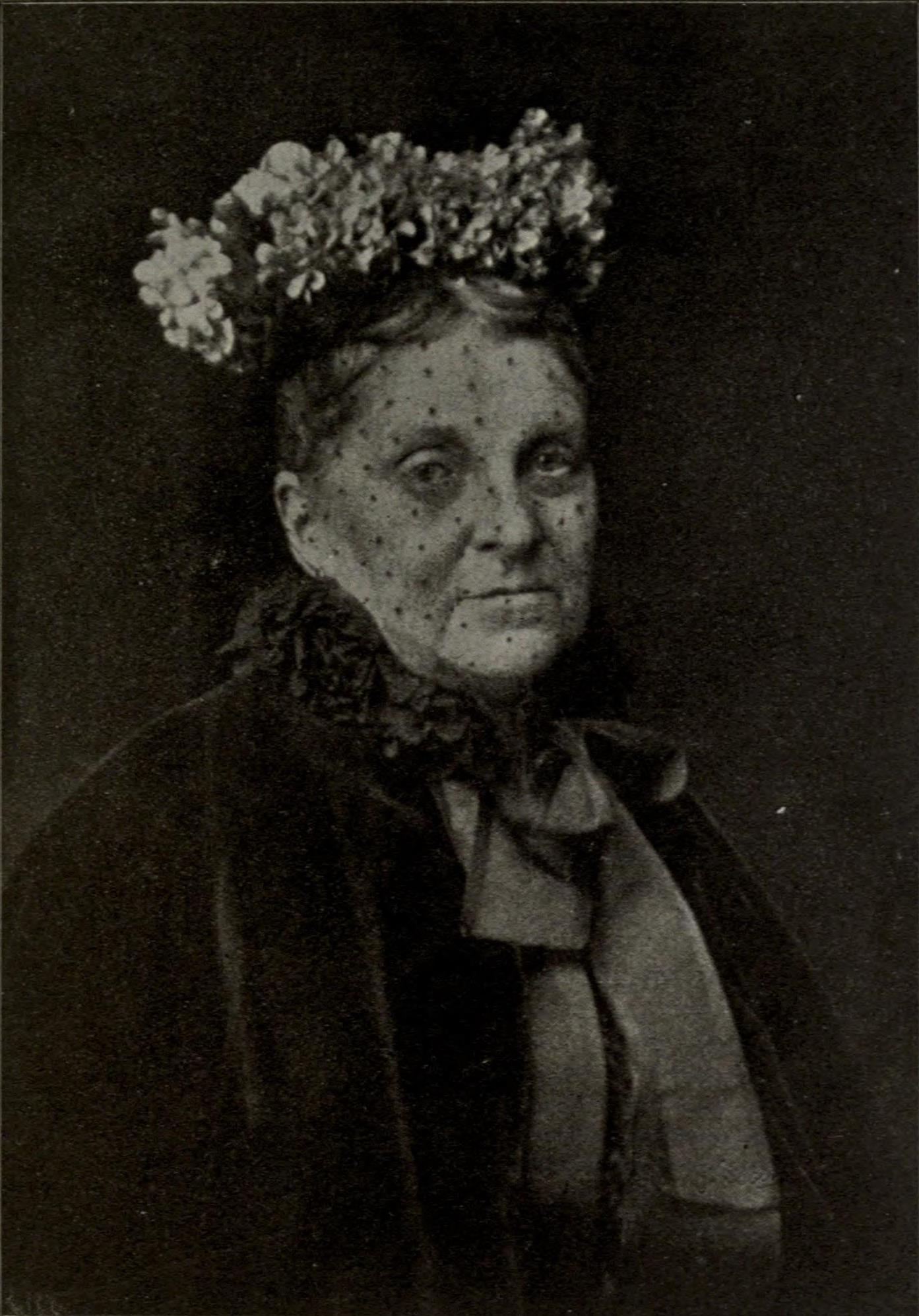
Green cap al voltant de 1905.

### Austeritat
L'edat de Gilded Age va ser una època coneguda pels seus excessos als EUA, i ella va ser dels pocs inversors que van optar per no participar-hi. De fet, era coneguda per ser frugal o taquina amb els seus diners. Els periodistes de la seva època sovint van presentar la seva economia com una prova de la seva avarícia, quan de fet va tenir un paper important en la seva estratègia d'inversió. Alguns exemples de representacions negatives dels mitjans inclouen informes que mai va encendre la calefacció ni utilitzar aigua calenta. També era coneguda per portar un únic vestit negre que no substituiria fins que estigués completament desgastat. A més, segons els informes, va dir a la seva bugaderia que només rentava les parts més brutes dels seus vestits (els doblecs) per estalviar diners en sabó. L'acusació més dura, però, va ser que es va oblidar de tractar la cama ferida del seu fill, la qual cosa va acabar amb una amputació. L'evidència citada era la seva negativa a pagar una visita a un sol metge. Tanmateix, hi ha proves substancials que Green va fer grans despeses i esforços per tractar el seu fill. Això va incloure visites a diversos especialistes, així com el trasllat temporal de la seva residència perquè pogués cuidar-lo.
La perspectiva personal de Green sobre l'estalvi era molt diferent de la del públic. Hi ha proves que la seva frugalitat es va transmetre del seu pare, que també va ser un inversor d'èxit. Una vegada va contar el seu estalvi relatant una explicació que va donar el seu pare després que va rebutjar un cigar car que li van oferir, que "Fumo cigars de quatre cèntims i m'agraden. Si en fumés de millors, podria perdre el gust pels barats que ara trobo bastant satisfactoris". L'estalvi de Green també va reflectir la seva educació quàquera. Quan un periodista va preguntar per què havia passat tan poc temps durant una visita a un hotel car, va respondre: "Jove, sóc quàquer, i estic intentant estar a l'altura dels principis d'aquesta fe. Per això em vesteixo senzillament i visc tranquil·lament cap al tipus de vida m'agradaria". Finalment, l'estalvi de Green va ser essencial per a la seva estratègia d'inversió, ja que li va permetre comprar actius amb confiança enmig dels pànics financers perquè la preparava per viure amb unes despeses mínimes de vida.

### Representació mediàtica
Gree va ser sovint retratada negativament als mitjans de comunicació. No obstant això, la seva estratègia d'inversió va evitar les tàctiques nefastes que eren utilitzades habitualment pels especuladors de Wall Street com Daniel Drew, Jay Gould i Jim Fisk. Una vegada va comentar aquesta percepció errònia:
Ha resultat... que la meva vida està escrita sobre mi a Wall Street per gent que, suposo, no els importa saber ni un àpic de l'autèntica Hetty Green. Ho sento de debò; per tant, se m'imagina sense cor. Jo faig el meu camí, no prenc socis, no arrisco la fortuna de ningú més, per tant sóc Madame Ishmael, enfrontada a tots els homes.
Era una filantropa secreta, evitant l'atenció de la premsa, afirmant: "Crec en la caritat discreta". Green també tenia la reputació de ser una infermera eficaç, cuidant els seus fills i vells veïns. El seu poema preferit era "My Symphony" de William Henry Channing, que comença amb "Viure content amb petits mitjans...". :184,219,224–226
Malgrat la força de la seva ètica en relació amb els seus companys, Green va entrar al lèxic de l'Amèrica de finals de segle amb la frase popular "No sóc Hetty si em veig verda". O. Henry va utilitzar aquesta frase a la seva història de la dècada de 1890 "The Skylight Room", en què una dona jove, que negociava el lloguer d'una habitació en una casa d'habitacions propietat d'una vella imperiosa, vol deixar clar que no és tan rica com ella apareix ni com a ingènua.

## Vida posterior
De jove, Ned Green es va allunyar de la seva mare per gestionar les propietats de la família a Chicago i, més tard, a Texas. De mitjana edat, va tornar a Nova York; la seva mare va viure els darrers mesos amb ell.
La filla de Green, Sylvia, va viure amb la seva mare fins als trenta anys. Green va desaprovar tots els pretendents de la seva filla, sospitant que estaven darrere de la seva fortuna. Sylvia finalment es va casar amb Matthew Astor Wilks el 23 de febrer de 1909, després d'un festeig de dos anys. Un hereu menor de la fortuna d'Astor, Wilks es va casar amb 2 dòlars milions dels seus, prou per assegurar a Green que no era un buscador d'or. No obstant això, ella el va obligar a signar un acord prenupcial renunciant al seu dret a heretar la fortuna de Sylvia.
Quan els seus fills grans van marxar de casa, Green es va traslladar repetidament entre petits apartaments a Brooklyn Heights i després de 1898, a Hoboken, Nova Jersey, principalment per evitar l'impost sobre la propietat de Nova York, tot i que va prestar diners a la ciutat a preus raonables. Aleshores es desplaçava regularment a la seva oficina al Chemical Bank a Broadway. El 1905, Green era el prestador més gran de Nova York :230–231,256 Rumors infundats afirmaven que només menjava farina de civada, ous i cebes, sense escalfar per no augmentar la seva factura de combustible.
A la seva vellesa, Green va desenvolupar una hèrnia, però es va negar a operar-se, preferint utilitzar un pal per pressionar la inflor. Finalment, va traslladar la seva oficina al National Park Bank, quan va pensar que havia estat enverinada al Chemical Bank, una por que va tenir la major part de la seva vida. :276,282–283

## Mort i llegat
El 3 de juliol de 1916, Green va morir als 81 anys a la casa del seu fill a Nova York. Segons la seva entrada de llarga data "World's Greatest Miser" al Llibre Guinness dels rècords mundials, va morir d'apoplexia després de discutir amb una criada sobre les virtuts de la llet desnatada. The New York Times va informar que va patir una sèrie d'ictus fins a la seva mort.
A la seva mort, Green va ser coneguda com la "Màgica de les finances" i la "Dona més rica d'Amèrica". :290Les estimacions del seu patrimoni net oscil·laven entre els 100 milions de dòlars a 200 milions de dòlars (equivalent a 2.700 milions de dòlars a 5.400 milions de dòlars el 2024), la qual cosa la convertiria en la dona més rica del món en aquell moment.

Dos dies després de la seva mort, The New York Times va retre homenatge a Green:
Va ser que la senyora Green era una dona que va fer de la seva carrera objecte d'interminables curiositats, comentaris i sorpresa... Els seus hàbits eren el llegat dels avantpassats de Nova Anglaterra que tenien les millors raons per conèixer "el valor dels diners", per no malgastar-los mai i per arriscar-los només quan les seves ments astutas veien un enfocament a la certesa dels beneficis. Tot i que se li va atribuir alguna cosa de duresa, no es registra que en va fer mal, i les víctimes de la crueltat solen ser audibles... Que hi hagi pocs com ella no és motiu de penediment; que n'hi ha molts menys lloables, és un.
Green va ser enterrada al cementiri Immanuel de l'⁣Església Episcopal Immanuel de Bellows Falls, Vermont, al costat del seu marit. Ella s'havia convertit tard en la seva fe episcopal per poder ser enterrada amb ell. :286–287 Els seus dos fills van dividir la seva propietat, que incloïa un fideïcomís de deu anys per a Sylvia administrat per Ned. :283 Sylvia va morir el 1951, deixant uns 200 milions de dòlars estimats i donant tots els 1.388.000 dòlars a 64 col·legis, esglésies, hospitals i altres organitzacions benèfiques. Tots dos nens van ser enterrats a prop dels seus pares a Bellows Falls.
L'antiga mansió de Green a Englewood, Nova Jersey, va ser comprada per Actors Fund l'any 1928 i actualment allotja la Lillian Booth Actors Home.

## En la cultura popular
Green s'esmenta a la cançó de George M. Cohan "Then I'd Be Satisfied With Life". També s'esmenta a "Calamity Song" de The Decemberists.
The She-Wolf (1931) i You Can't Buy Everything (1934) són pel·lícules sobre dones de negocis multimilionàries avares basades en Green i interpretades per l'actriu australiana May Robson.
A King of the Hill (2004) S8S8 "Rich Hank, Poor Hank" Connie esmenta Green dient que les persones extremadament riques que també són austeres, sovint tenen una malaltia mental.